# دفتر الملاحظات (فلم)
دفتر الملاحظات (بالإنجليزية: The NoteBook) هو فيلم دراما أُنتج في الولايات المتحدة وصدر في سنة 2004. من بطولة رايان غوسلينغ ورايتشل مكأدامز وجيمس غارنر وجينا رولاندز وجوان ألين. حصد الفلم 11 جائزة مختلفة؛ منها ثماني جوائز كاملة من جوائز اختيارات المراهقين " Teen Choice Awards "، وهو ما يعكس الشعبية الكبيرة التي جمعها الفيلم بين جمهور الشباب والمراهقين.

## القصة
رجل عجوز في دار لرعاية المسنين يدعى دوك الفعل من يقرأ قصة رومانسية من دفتر ملاحظاته لزميلته المريضة. تدور أحداث القصة التي يقرأها العجوز في جزيرة سيبروك، كارولينا الجنوبية، عن شاب يدعى نوح كالهون (رايان غوسلينغ) يقع في حب فتاة تدعى آلي هاميلتون (رايتشل مكأدامز) بعدما رآها في الكرنفال. يأخذ نوح الفتاة إلى منزل مهجور يعتزم شراءه لهما. ثم يحاول جماعها، ولكن يقاطعهما فين (صديق نوح) ويخبرهما بأن والدا آلي استدعوا الشرطة للبحث عنها.
عندما تعود آلي ونوح إلى قصر والدتها، تقوم والدة آلي (آن) بشتم نوح وتمنع آلي من رؤية نوح. يغادر نوح وتلاحقه آلي مسرعة. وينتهي الجدال بينهما بالانفصال وفي الصباح التالي، تعلن آن أن العائلة ستعود إلى منزلها القديم في تشارلستون. تحاول آلي الاتصال بنوح ولكنها تعجز في العثور عليه، ولهذا تطلب من فين أن يخبر نوح بأنها تحبه. وعندما يتلقى نوح الرسالة يذهب مسرعا إلى منزل آلي ولكنه يجد المنزل فارغا.
نوح يكتب لآلي كل يوم لمدة سنة ولكن والدة آلي تعترض الرسائل ولا تصل أبدا إلى آلي. يتطوع نوح وفين للقتال في الحرب العالمية الثانية، ويقتل فين في المعركة. وتتطوع آلي أيضا للعمل في مستشفى للجنود المصابين، وهناك تلتقي بالضابط لون هاموند ويصبح الاثنان مخطوبان لإسعاد والدي آلي.
يعود نوح من الحرب ويجد أن والده باع منزلهم حتى يتمكن نوح من شراء المنزل المهجور. وعند زيارته لمدينة تشارلستون يشاهد آلي ولون يتبادلان القبل في إحدى المطاعم. ثم يقنع نفسه بأنه إذا استرجع المنزل فإن آلي ستعود إليه. ثم تقرآ آلي بدهشة في الصحيفة بأن نوح قد أكمل المنزل وفقا للمواصفات التي حددتها هي قبل سنوات.
تعود آلي إلى جزيرة سيبروك لتجد نوح يعيش في المنزل المسترجع. يعيد الاثنان تجديد علاقتهما. في الصباح، تأتي آن إلى منزل نوح وتحذر آلي بأن لون قد تبعها إلى سيبروك. ثم تقوم آن بإعطاء آلي الرسائل التي كتبها لها نوح، وتعترف بأنها خبأتهم عنها. ثم تعترف آلي للون بأنها كانت تقضي الوقت مع نوح وبأنه كان يجب أن تكون معه، ولكنها لا تزل غير حاسمة.
في الوقت الحاضر يتبين أن السيدة المسنة هي آلي والتي تعاني الخرف. ودوك هو في الواقع نوح، وهو زوجها، ولكن آلي لا تتذكره ولا تذكر أيا من الأحداث التي يقرأها لها نوح.
آلي تصبح صافية الذهن لفترة وجيزة، وتتذكر أن القصة التي يقرأها دوك هي قصة لقائهما. دوك يخبرها كيف أنها ظهرت على عتبة منزله مع أمتعتها، بعدما تركت لون في الفندق، وفجأة تتذكر آلي ماضيها. في بدايات الخرف، كتبت آلي قصة حبهما في دفتر الملاحظات وكتبت تعليمات لنوح «اقرأ هذا لي، وسوف أعود إليك.» ولكن سرعان ما تعود آلي إلى حالة الخرف وتفقد ذكرياتها لنوح. وتصبح مذعورة ولا تدرك من هو، ويقوم الأطباء بتخديرها. دوك هو في الواقع نوح، دخل إلى المستشفى بسبب نوبة قلبية.
عندما خرج من المستشفى، قام نوح بزيارة آلي ويجدها صافية الذهن مرة أخرى. آلي مذعورة من حالة الخرف التي تعانيها وتسأل نوح ماذا تفعل إذا فقدت ذكرياتها إلى الأبد. يطمئنها نوح بأنه لن يتركها أبدا حتى لو استسلمت للخرف. بعد أن يخبرا كل منهما الآخر بأنه يحبه، يخلد الاثنان إلى النوم في سرير آلي. وفي الصباح التالي تجد الممرضة بأنهما قد فارقا الحياة معا على السرير.

## طاقم التمثيل
| الممثل/الممثلة | الدور          | ملاحظات   |
| -------------- | -------------- | --------- |
| رايتشل مكأدامز | آلي هاميلتون   |           |
| رايان غوسلينغ  | نواه           |           |
| جيمس غارنر     | دوك            |           |
| سام شيبارد     | فرانك كالهون   |           |
| جوان ألين      | آن هاميلتون    | والدة آلي |
| جيمس مارسدن    | لون هاموند     |           |
| جينا رولاندز   | آلي كالهون     |           |
| جيمي براون     | مارثا شو       |           |
| ديفيد ثورنتون  | جون هاميلتون   |           |
| كيفين كونولي   | فين            |           |
| هيذر والكيست   | سارة تافينغتون |           |
| إد جرادي       | هاري           |           |

## الإنتاج
حصلت شركة نيو لاين سينما على حقوق رواية نيكولاس سباركس عام 1996، مُمثّلة بالمنتج مارك جونسون. تم التعاقد مع جيريمي ليفين لكتابة السيناريو والذي لفت انتباه المخرج ستيفن سبيلبرغ في عام 1998، الذي رغب في تصويره مع توم كروز بدور نوح كالهون. أدى التزام سبيلبرغ بالمشاريع الأخرى إلى ارتباط جيم شيريدان بالإدارة في العام التالي. كان من المقرر أن يبدأ التصوير في عام 1999 لكنه تأخر في مرحلة إعادة الكتابة. في النهاية، تراجع شيريدان بحلول أكتوبر 2000 للعمل في فيلم إن أميريكا. دخل مارتن كامبل مفاوضات لإخراج الفيلم في مارس 2001، قبل أن يحل محله نيك كاسافيتس بعد عام.

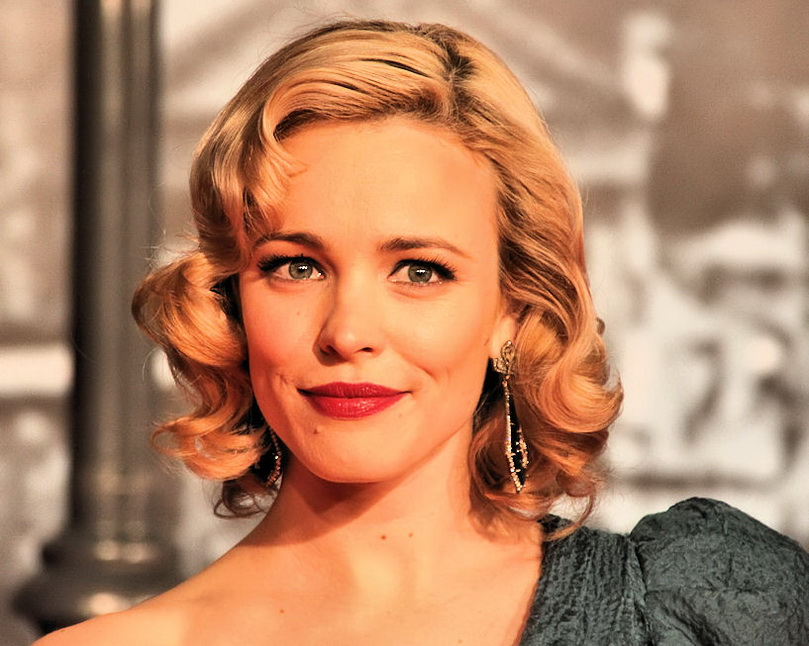
الممثلة راشيل ماك آدامز في برلين عام 2010.

### اختيار الأدوار
أراد كاسافتس شخصًا غير معروف و«غير وسيم» لتأدية دور نوح؛ لذلك رشح رايان جوسلينج في هذا الدور. تفاجأ جوسلينج في البداية بهذا:«قرأت السيناريو وقلت في نفسي،» إنه مجنون. لا يمكنني أن أكون غير مناسب أكثر لهذا الفيلم. «لقد أعطتني فرصة للعب على مدى فترة زمنية - من عام 1940 إلى عام 1946- كان ذلك عميقًا جدًا وتكوينيًا». للتحضير للجزء، انتقل جوسلينج مؤقتًا إلى تشارلستون، جنوب كارولينا قبل التصوير لمدة شهرين، جدف في نهر آشلي وصنع الأثاث. أُجري بحث على مستوى البلاد للعثور على الممثلة المناسبة للعب دور ألي. تضمنت الممثلات اللاتي خضعن لتجربة أداء لهذا الدور جيسيكا بيل، وبريتني سبيرز، وآشلي جود، وريس ويذرسبون،  وفي النهاية أُختيرت راشيل ماك آدامز. عند اختيارها، قال كاسافيتس: «عندما جاءت راشيل ماك آدامز وقرأت النص، كان من الواضح إنها كانت بينهما هي وريان تفاهم كبير» وعلقت قائلة: «اعتقدت أنه سيكون حلمًا أن أكون قادرًة على القيام بذلك. قرأت النص وذهبت إلى الاختبار بعد يومين فقط. لقد كانت طريقة جيدة للقيام بذلك، لأنني كنت مغمورة بالقصة» علق جوسلينج قائلاً: «أعتقد أنه من العدل أن نقول إننا ربما لم نكن لنصنع الفيلم إذا لم نعثر على راشيل... حقًا، ألي تقود الفيلم. إنه فيلمها ونحن فيه. كل شيء يعتمد على الممثلة.» بالمقارنة مع الكتاب، مُدد الدور. أمضت ماك آدامز وقتًا في تشارلستون مكان التصوير قبل التصوير لتتعرف على البيئة المحيطة، وأخذت دروس الباليه وآداب السلوك. كان لديها مدرب لهجات لتعلم اللهجة الجنوبية.

### التصوير
صُور فيلم دفتر الملحظات في الغالب في موقع في كارولينا الجنوبية، في أواخر عام 2002 وأوائل عام 2003، بالإضافة إلى ساحة المعركة الشتوية خارج مونتريال، كيبيك أُنشيء مكاتب إنتاج الفيلم في قاعدة تشارلستون البحرية القديمة في نورث تشارلستون.
تدور أحداث جزء كبير من حبكة الفيلم في جزيرة سيبروك وحولها، هي مدينة فعلية تعد واحدة من «جزر البحر» في كارولينا الجنوبية. تقع على بعد 20 ميلاً جنوب غرب تشارلستون، كارولينا الجنوبية. ومع ذلك، لم يحدث أي من التصوير في منطقة سيبروك. المنزل الذي شوهد نوح يعمل على ترميمه هو مسكن خاص في جزيرة وادمالاو بولاية كارولينا الجنوبية، وهي منطقة «جزيرة بحرية» أخرى تقع على بعد 10 أميال من تشارلستون. لم يكن المنزل في الواقع متداعيًا في أي وقت، ولكن صُمم ليبدو بهذه الطريقة من خلال المؤثرات الخاصة في النصف الأول من الفيلم. على عكس ما ورد في حوار الفيلم، لم يكن المنزل ولا منطقة سيبروك موطنًا لبطل كارولينا الجنوبية الثوري فرانسيس ماريو، الذي كانت مزرعته تقع في الواقع على مسافة شمال غرب تشارلستون. كانت مزرعة بون هول بمثابة منزل صيفي لـ ألي.
صُورت العديد من المشاهد في سيبروك في بلدة مونت بليزانت (إحدى ضواحي تشارلستون). صُورت البعض الآخر في تشارلستون وفي جزيرة إيديستو، صُورت مشاهد البحيرة في حدائق سيبريس (في مونكس كورنر، كارولينا الجنوبية) مع الطيور المدربة التي أُحضرت من مكان آخر.
صُورت مشاهد دار رعاية المسنين في مزرعة رايس هوب، الواقعة في مقاطعة جورج تاون، ساوث كارولينا الجنوبية. حُددت الكلية التي صٌورت لفترة وجيزة في الفيلم باسم كلية سارة لورانس، لكن الحرم الجامعي الذي شوهد هو في الواقع كلية تشارلستون.

## الاستقبال

### شباك التذاكر
عُرض الفيلم لأول مرة في 25 يونيو 2004 في الولايات المتحدة وكندا وحقق 13464.745 دولارًا في 2303 مسارح في نهاية الأسبوع للعرض الافتتاحي، حيث احتل المرتبة الرابعة في شباك التذاكر. حقق الفيلم ما يقرب من 115,603,229 دولارًا في جميع أنحاء العالم، و 81,001,787 دولارًا في كندا والولايات المتحدة و 34,601,442 دولارًا في بلدان أخرى. إنه الفيلم الدرامي الرومانسي الخامس عشر الأكثر ربحًا في كل العصور.

### رأي النقاد
تلقى دفتر الملاحظات ردود فعل متباينة من نقاد الفيلم. تُظهر التقييمات الـ 178 الخاصة بمجمّع المراجعة روتن توماتوز أن 53٪ من النقاد قدّموا تقييمًا إيجابيًا للفيلم، بمتوسط تقييم 5.64 / 10 وتوافق آراء الموقع على أنه «من الصعب عدم الإعجاب بمشاعره بلا خجل، ولكن فيلم دفتر الملاحظات أخرق للغاية ليرتفع فوق الصورة الميلودرامية المبتذلة النمطية». في ميتاكريتيك، الذي يعين متوسط تقييم من 100 للمراجعات من النقاد الرئيسيين، يحمل الفيلم حاليًا متوسط درجة 53، بناءً على 34 مراجعة، مما يشير إلى «مراجعات مختلطة أو متوسطة».
وأشاد روجر إيبرت من شيكاغو سان تايمز بالفيلم، ومنحه ثلاثة نجوم ونصف من أصل أربعة، ووصف التصوير الفوتوغرافي بأنه «مذهل بتأثيراته الغنية والمشبعة»، وذكر أن «الممثلين ينعمون بمادة جيدة.» أعطى بيتر لوري من فيلم ثريت الفيلم ثلاثة نجوم ونصف من أصل خمسة. وأشاد بأداء كل من جوسلينج وماكآدامز حيث كتب: «يقدم جوسلينج وخاصة ماكآدامز عروض كل النجوم، يفعلون ما يكفي لتسليم مقاليد الأمور إلى المحترفين، الذين يأخذون ما تبقى من الفيلم وينهي الجمهور ببعض المؤثرات مشاهد لا تترك جفاف العين في المنزل». وعن الفيلم نفسه أضاف: «بشكل عام، دفتر الملاحظات هو فيلم جيد بشكل مفاجيء إن ينجح في الأفلام الرومانسية في حين يفشل العديد».
قدم ستيفن هولدن من صحيفة نيويورك تايمز مراجعة إيجابية للفيلم، مشيرًا إلى أن "المشاهد بين العشاق الصغار الذين يواجهون سلطة البالغين لها نفس التوتر الهائل والهستيريا الكامنة التي جلبها الشابان وارن بيتي وناتالي وود منذ أكثر من 40 عامًا. الأدوار في روعة بين العشب." آن هورنادي من صحيفة واشنطن بوست أيضًا مراجعة إيجابية للفيلم، كما أشادت بأداء جوسلينج ومك آدامز، قائلة: "لا يهمم إن ماك آدامز وجوسلينج لم يذكرانا بأمريكا في الأربعينيات من القرن الماضي. فهما مناسبان وجذابان على حد سواء حيث جوسلينج، الذي قدم أداء لأول مرة على الشاشة غير مرئي إلى حد كبير في دراما المؤمن 2001، مقنعًا بشكل خاص عندما كان شابًا يتخطى أقوى دفاعات الفتاة. "وعن الفيلم، أضافت:" الجماهير التي تتوق إلى الرومانسية الكبيرة اللزجة، فلديها فيلم صيفي يجب مشاهدته وهو فيلم دفتر الملاحظات." ويليام ارنولد من سياتل بوست المخبر أشاد أداء مكأدامس ولكنه انتقد أداء جوسلينج، مشيرا إلى أنه "فقط ليس لديها هذا النوع من نجومية أو التوافق مع ماك آدامز ليرسي هذا النوع من العصبة الصغيرة مثل فيلم ذهب مع الريح. "وأضاف أيضًا عن الفيلم أنه" لا يعمل تمامًا وفقًا لشروطه الخاصة، ويرجع ذلك أساسًا إلى أن اختياره الرومانسي لا يلمع: إنه لا يجعلنا نقع في حب عشاقه. ويزلي موريس من ذا بوستن جلوب أعطى الفيلم نجمتين ونصف، مدحًا أداء أعضاء فريقه، وكتب عن ماك أدامز أنها "ملتزمة بشدة حتى أخمص قدميها في القصة وتهتم بشدة بالممثلين الآخرين". وأضاف عن جوسلينج: "جوسلينج بارع في لعب دور المعتلين اجتماعيًا ذو الحصن المنيع، وهناك سبب للاعتقاد، في وقت مبكر، أن نوح قد يكون على نفس المنوال، كما هو الحال عندما يهدد بالسقوط من عجلة فيريس ما لم توافق ألي على الذهاب في موعد معه ". كتب عن الفيلم: "بالنظر إلى العمل الرومانسي المشمس والممتع نسبيًا الذي يسبقه، يبدو كبار السن قاتمًا ومخيفًا ومفروضًا علينا".
قدمت جيسيكا وينتر من ذا فيلاج فويس مراجعة متباينة للفيلم، قائلة: «وسط المستنقع اللزج لسيناريو جيريمي ليفين، يخرج رولاندز وغارنر نظيفًا ومبهجًا، مما يضفي مصداقية رائعة على مشاهدتهم معًا. هذان المحترفان القديمان يبرزان بشكل نظيف من خلال غابة الحوار المبكي، محددًا مكان الرعب والانحسار المكتوب من الخيانة القاسية للعقل الفاشل». روبرت كوهلر من فارايتي قدمت المجلة أيضًا مراجعة متباينة للفيلم، ومع ذلك، فقد أشاد بالأداء، وكتب أن «جوسلينج هو بالفعل أحد أكثر الأفكار الشابة إثارة للاهتمام، حيث يوسع نطاقه ليشمل الرومانسية الخالصة دون التضحية ببعض من صفاته التخريبية بشكل طبيعي، وحتى يبدو مرتاح المظهر بطريقة رجولية أمريكية جميلة. المثير هو ماك آدامز، حيث تقوم بأداء مختلف عن لؤمها في فيلم البنات اللئيمات لدرجة أنه من الصعب معرفة أنهما نفس الممثل. إنها تحمل بمهارة الكثير من الوزن العاطفي للفيلم بطريقة حرة وسهلة».
في يونيو 2010، أدرجت مجلة انترتاينمنت ويكلي ألي ونوح في قائمتها لـ «أعظم 100 شخصية في العشرين سنة الماضية». المجلة أدرجت فيلم دفتر الملاحظات في قائمتها الأكثر 25 فيلمًا جاذبية على الإطلاق. أدرجت يو إس ويكلي الفيلم في قائمة أكثر 30 فيلمًا رومانسيًا في كل العصور. صنفت بوستن دوت كوم الفيلم كثالث أفضل فيلم رومانسي. ظهر فيلم دفتر الملاحظات في قائمة موفي فون لأفضل 25 فيلمًا رومانسيًا في كل العصور. وضعت ماري كلير الفيلم أيضًا على قائمتها لأكثر 12 مشهدًا رومانسيًا في كل العصور. في عام 2011 حصل فيلم دفتر الملاحظات على لقب أفضل فيلم خلال أيه بي سي نيوز وبيبول تليفجون سبيشيال ان فيلم الفيلم الأعظم في عصرنا. المشهد حيث يصعد نوح عجلة فيريس لأنه يريد موعد مع حصل على أكثر اللحظات الفيلم رومانسية في كل العصور. في المرتبة 4 مشهد قبلة في المطر في إجمال أفضل 50 مشهد من الأفلام.

## الجوائز
| عام  | جائزة                      | الفئة                                          | المستلمون                     | نتيجة |
| ---- | -------------------------- | ---------------------------------------------- | ----------------------------- | ----- |
| 2004 | جوائز العرض الدعائي الذهبي | أفضل رومانسية                                  |                               | رشح   |
| 2004 | جوائز اختيار المراهقين     | اختيار فيلم الصيف                              |                               | رشح   |
| 2004 | جوائز اختيار المراهقين     | اختيار نجم فيلم اندلاع                         | رايتشل ماك ادمز               | رشح   |
| 2005 | جوائز أرتيوس               | إنجاز بارز في التمثيل - فيلم روائي طويل، دراما | ماثيو باري ونانسي جرين كيز    | رشح   |
| 2005 | جوائز جولدن ساتلايت        | أفضل ممثلة مساعدة - فيلم سينمائي               | جينا رولاندز                  | فاز   |
| 2005 | جوائز إم تي في موفي أوردس  | أفضل أداء نسائي                                | راشيل ماك ادمز                | رشح   |
| 2005 | جوائز إم تي في موفي أوردس  | أفضل قبلة                                      | راشيل ماك آدامز وريان جوسلينج | فاز   |
| 2005 | جوائز نقابة ممثلي الشاشة   | أداء متميز من قبل ممثل ذكر في دور داعم         | جيمس غارنر                    | رشح   |
| 2005 | جوائز اختيار المراهقين     | اختيار فيلم دراما                              |                               | فاز   |
| 2005 | جوائز اختيار المراهقين     | تاريخ الاختيار الفيلم                          |                               | فاز   |
| 2005 | جوائز اختيار المراهقين     | اختيار ممثل الفيلم - دراما                     | ريان غوسلينغ                  | فاز   |
| 2005 | جوائز اختيار المراهقين     | اختيار ممثلة فيلم - دراما                      | راشيل ماك ادمز                | فاز   |
| 2005 | جوائز اختيار المراهقين     | اختيار أداء فيلم الاختراق - ذكر                | ريان غوسلينغ                  | فاز   |
| 2005 | جوائز اختيار المراهقين     | اختيار فيلم الكيمياء                           | راشيل ماك آدامز وريان جوسلينج | فاز   |
| 2005 | جوائز اختيار المراهقين     | اختيار فيلم Liplock                            | راشيل ماك آدامز وريان جوسلينج | فاز   |
| 2005 | جوائز اختيار المراهقين     | اختيار فيلم مشهد الحب                          | راشيل ماك آدامز وريان جوسلينج | فاز   |

## الإصدار المنزلي
تم إصدار دفتر الملاحظات على في إتش إس ودي في دي في 8 فبراير 2005، وبلو راي في 4 مايو 2010. بحلول فبراير 2010، باع الفيلم أكثر من 11 مليون نسخة على أقراص دي في دي.
في فبراير 2019، أفاد المشتركون في إصدار المملكة المتحدة من نتفليكس أن نسخة الفيلم على خدمة البث كانت لها نهاية بديلة، والتي حلت محل نتيجة أكثر رقة من النهاية العاطفية للإصدار الأصلي. ردت نتفليكس بأن هذه النسخة البديلة من الفيلم قد تم توفيرها لهم عن طريق الخطأ، وسرعان ما استبدلت بالإصدار الأصلي.

## الموسيقى التصويرية
أُصدرت الموسيقى التصويرية في 8 يونيو 2004.
هذه قائمة بالأغاني في الفيلم:
| رقم             | عنوان                                           | فنان                          | الطول     |
| --------------- | ----------------------------------------------- | ----------------------------- | --------- |
| 1.              | "العنوان الرئيسي"                               | آرون زيجمان                   | 2:49      |
| 2.              | "مقدمة"                                         | آرون زيجمان                   | 6:16      |
| 3.              | "انا سوف اراك"                                  | بيلي هوليداي                  | 3:33      |
| 4.              | "ألابامي الوطن"                                 | ديوك إلينغتون                 | 3:02      |
| 5.              | "عودة آلي"                                      | آرون زيجمان                   | 5:07      |
| 6.              | "هاوس بلوز / رقصة الشرفة / الاقتراح / الكرنفال" | آرون زيجمان                   | 8:04      |
| 7.              | "رحلة نوح"                                      | آرون زيجمان                   | 6:03      |
| 8.              | "دائما ودائما"                                  | بيني غودمان والأوركسترا خاصته | 3:17      |
| 9.              | " سلسلة من اللؤلؤ "                             | غلين ميلر والأوركسترا خاصته   | 3:16      |
| 10.             | "على البحيرة"                                   | آرون زيجمان                   | 5:39      |
| 11.             | "ديجا ديجا دو"                                  | ريكس ستيوارت وإلينجتوناينز    | 4:16      |
| 12.             | " قفزة ساعة واحدة "                             | بيني جودمان والأوركسترا خاصته | 3:15      |
| 13.             | "انا سوف اراك"                                  | جيمي دورانت                   | 3:13      |
| 14.             | "رسالة نوح الأخيرة"                             | آرون زيجمان                   | 4:32      |
| 15.             | "حبنا يمكن أن يصنع المعجزات"                    | آرون زيجمان                   | 4:31      |
| الطول الاجمالي: | الطول الاجمالي:                                 | الطول الاجمالي:               | 66:53[63] |

## مسلسل تلفزيوني
في 11 أغسطس 2015، أفيد أن مسلسل تلفزيوني قيد التطوير بواسطة ذا سي دبليو ستتبع السلسلة خطوبة نوح وألي عقب أحداث الفيلم، وفي عالم ما بعد الحرب العالمية الثانية. اعتبارًا من عام 2020، لم يُبث بعد.

## عرض برودواي
في 3 يناير 2019، أُعلان عن تحويل فيلم ذا نوت بوك إلى مسرحية موسيقية في برودواي مع كتاب من تأليف بيكا برونستيتر بالإضافة إلى موسيقى وكلمات إنغريد مايكلسون.
ستشارك سباركس أيضًا كمنتج إلى جانب كيفن ماكولوم وكورت دويتش.

## وصلات خارجية
- مقالات تستعمل روابط فنية بلا صلة مع ويكي بيانات